# Dürbheim
Dürbheim è un comune tedesco di 1 713 abitanti,, situato nel land del Baden-Württemberg.